# Льядагміс Повея
Льядагміс Повея Родрігес (ісп. Liadagmis Povea Rodríguez, нар. 6 лютого 1996) — кубинська легкоатлетка, яка спеціалізується в потрійному стрибку, призерка чемпіонату світу серед юніорів та Панамериканських ігор.

## Спортивна кар'єра
У 2021 стала першою у загальному заліку Світового туру в приміщенні з потрійного стрибку, внаслідок чого здобула право взяти участь у чемпіонаті світу в приміщенні-2022.

## Основні міжнародні виступи
| Рік  | Змагання                      | Місто          | Місце | Примітки |
| ---- | ----------------------------- | -------------- | ----- | -------- |
| 2014 | Чемпіонат світу серед юніорів | Юджин          | 2     |          |
| 2015 | Панамериканські ігри          | Торонто        | 6     |          |
| 2016 | Олімпійські ігри              | Ріо-де-Жанейро | 1кв13 |          |
| 2017 | Чемпіонат світу               | Лондон         | 1кв11 |          |
| 2019 | Панамериканські ігри          | Ліма           | 3     |          |
| 2019 | Чемпіонат світу               | Доха           | 2кв9  |          |